# Caresana
Caresana är en ort och kommun i provinsen Vercelli i regionen Piemonte, Italien. Kommunen hade 1 059 invånare (2018).